# Слободанка Ступар
Слободанка Ступар (Сарајево, 1947) српска је мултимедијална уметница која живи и ради у Београду, Атини и Келну.

## Биографија
Дипломирала Унутрашњу архитектуру и Графику на Факултету примењиних уметности у Београду.
Магистрирала Графику на ФЛУ у Београду.
Похађала Школу лепих уметности у Атини као стипендиста Грчке владе.

## Дело
Издвајање елементарних метафора и других фигуративних средстава, или једноставније – еконструкција, постало је адекватно средство за разумевање и тумачење рецентног визуелног стваралаштва. Посебно у случајевима ако је аутор, а то је чест случај, па и у примеру рада Слободанке Ступар, од „класичног“ ликовног израза, који дугује академском образовању, прешао у поље визуелних, или тачније – језичких истраживачких пракси и семантичких склопова који се уносе у њихов рад. Тај пасаж је у њеном случају био логичан јер је и сам графички медиј у раду Слободанке Ступар био слободно примењиван, ближи експерименту него понављању уобичајених стандарда произвођења радова. Она се већ на самом почетку уметничке делатности упутила преиспитивању могућности ликовног израза. Спајањем непомирљивог, а да би се пратио неки дискурс (у овом случају визуелни), мора се доћи до отклањања или заобилажења уобичајеног разумевања – „разума“, да би се нешто „видело“, мора се пластички наратив свести на праг препознатљивог да би он уопште био „уочен“ у форми неког новог дела. 
Слободанка Ступар се последњих година управо бави том врстом продуковања рада. Из тог, новог разумевања функције рада настали су и радови као самодовољне структуре смисла, или успостављања ширег обима њиховог аутозначења.

## Стипендије и стручни боравци
- 1980 — 1981 Стипендија Млади уметници, Београд
- 1983 Стипендија „Моша Пијаде“ за студијски боравак, Лондон
- 1985 Стипендија Министарства Просвете Грчке, Атина
- 1991 Bourse de la Fondation pour une Entraide Intellectuelle Europeene, Pariz
- 1996 Stiftung Kulturfonds Haus Lukas Aahrenshop, German

## Самосталне изложбе (избор)
- 1979 Галерија Графички колектив, Београд
- 1982 Себастиан галерија, Дубровник
- 1984 Richard Demarco галерија, Единбург
- 1985 Галерија КНУ, Београд
- 1987 Креонидис галерија, Атина
- 1990 Галерија КНУ, Београд
- 1992 Rozmarin галерија, Mинхен
- 1992 Ligue Franco-Hellenique, Атина
- 1995 Simultanhalle галерија, Келн
- 1995 Rathaus Keln, Келн
- 1996 BBK, (галерија Удружења ликовних уметника NRW), Келн
- 1996 BAP, Witten (Немачка)
- 1997 Галерија „Златно око“, Нови Сад
- 1997 Каос галерија, Келн
- 1998 Zepter галерија, Београд
- 1999 Christuskirche, Келн
- 2001. Артфорум Галерија, Солун

- 2002 Галерија Културног Центра, Београд
- 2003. Дијана галерија, Атина
- 2006 Артфорум галерија, Солун
- 2008 Моредна галерија, Лазаревац
- 2008 Галерија „Златно око“, Нови Сад
- 2009 Red Gallery, Атина
- 2011 Продајна галерија „Београд“, Београд
- 2012 Галерија УЛУС, Београд

## Посебни радови и пројекти
- 1984 Симфонија, тексуално/звучна структура, Фетивал Друга Нова Музика, СКЦ, Београд
- 1986 Фестивалу Тајни зивот града, Београд
- 1987 Простор Додира, предавање у Отвореној Ђурђевачкој школи, Ђурђево
- 1992 C’est ci ne pas une pipe (комуникацијски пројекат - live-video контакт емисија, импропвизовани разговор и читање извода из књиге „Плава Ружа“ Мирослава Мандића) у сарадњи са композиторком Љ. Јовановић, Quantenpool Köln у оквиру Piazza Virtuale пројекта за Kassel Dokumenta 9. из галерије Moltkerei Werkstadt, Келн
- 1995 Огледало, перформанс у сарадњи са композиторком Љ. Јовановић, Simultanhalle, Келн
- 1996. Über den Teillerrand hinaus, перформанс са Inge Broska i Hans-Jörg Tauchert, Fестивал Tangenten, Köln
- 1996 Одговори на моје писмо, отворени уметнички пројекат на тему уметничка комуникација 1999. WHAT IF… ? , перформанс, Галичник, (Македонија)

## Награде и признања
- 1987 Награда за графику Октобарског Салона, Београд
- 1987 Награда за скулптуру Ликовне колоније Жељезаре Сисак, Сисак
- 1989 Откуп Националне Свеучилишне Библиотеке на XII Загребачкој изложби југословенског цртежа, Загреб
- 1991. Grand Prix IX Интернационалног графичког тријенала, Frechen, Germany
- 1993 II Награда на Бијеналу Сува игла, Ужице
- 1997 Откупна награда Народног музеја на Београдском Међународном графичком бијеналу, Београд
- 1999 Award auf dem Festival Digitale Fotografie, Stuttgart

## Дела у музејима и јавним колекцијама
Музеј савремене уметности, Београд * Ludwig Museum, Köln * Народни музеј, Београд * Музеј града Београда, Београд * Музеј Zepter, Београд * Народни музеј, Краљево * Народни музеј, Врање * Национална Пинакотека, Пиреј * American College of Greece, Атина * Савремена галерија, Зрењанин * Збирка Националне свеучилишне библиотеке, Загреб * Спомен-збирка „Лазар Возаревић“, Сремска Митровица * Интернационална Графичка збирка, Frechen (Germany) * Музеј међународне савремене графике Fredrikstad, Норвешка * Збирка Графички колектив, Београд * Уметничке збирке колонија Сисак, Пореч, Тузла и Сопоћани.